# Samir Shaker
Samir Shaker (àrab: سمير شاكر)  (Bagdad, 28 de febrer de 1958) és un exfutbolista iraquià de la dècada de 1980.
Fou internacional amb la selecció de futbol de l'Iraq amb la qual participà a la Copa del Món de futbol de 1986.
Pel que fa a clubs, destacà a Al-Jaish, Salahaddin FC i Al-Rasheed Club.